# Federico Fellini
Federico Fellini (Rimini, 20 de janeiro de 1920 — Roma, 31 de outubro de 1993) foi um diretor e roteirista de cinema italiano. Conhecido por seu estilo distinto, que mistura fantasia e imagens barrocas com terridez, ele é reconhecido como um dos maiores e mais influentes cineastas de todos os tempos. Seus filmes foram classificados, em pesquisas como Cahiers du cinéma e Sight & Sound, como alguns dos melhores filmes de todos os tempos.
Em uma carreira de quase cinquenta anos, Fellini ganhou a Palma de Ouro por La Dolce Vita, foi indicado a doze prêmios Óscar e ganhou quatro na categoria de melhor filme em língua estrangeira, o melhor para qualquer diretor da história da Academia. No Oscar 1993, em Los Angeles, ele recebeu um prêmio honorário. Além de La Dolce Vita e 8½, seus outros filmes conhecidos incluem La Strada, Le notti di Cabiria, Julieta dos Espíritos, Satyricon, Amarcord e Il Casanova di Federico Fellini.

## Vida
Federico Fellini, Cavaleiro da Grande Cruz (título de honra concedido pela República Italiana), nascido em 20 de janeiro de 1920 e falecido em 31 de outubro de 1993. Conhecido pelo estilo peculiar que funde fantasia e imagens barrocas, ele é considerado uma das maiores influências e um dos mais admirados diretores do século XX. Em agosto de 1918, sua mãe, Ida Barbiani (1896 - 1984), se casa com um vendedor viajante chamado Urbano Fellini (1894 - 1956) em cerimônia civil (com a cerimônia religiosa no mês de janeiro seguinte). Federico Fellini era o mais velho de três filhos (depois vieram Riccardo e Maria Maddalena). Urbano Fellini era nativo de Gambettola, onde, por muito tempo, Federico costumou passar as férias na casa dos avós.
Nascido e criado em Rimini, as experiências de sua infância vieram a ter uma parte vital em muitos de seus filmes, em particular em "Os Boas Vidas", de 1953; "8½" (1963) e "Amarcord" (1973). Porém, é errado pensar que todos os seus filmes contêm autobiografias e fantasias implícitas. Amigos próximos, como os roteiristas de TV Tulio Pinelli e Bernardino Zapponi, o cinematógrafo Giuseppe Rotunno e o designer de cenário Dante Ferretti, afirmam que Fellini convidava suas próprias memórias pelo simples prazer de narrá-las em seus filmes.
Durante o regime fascista de Mussolini, Fellini e seu irmão Riccardo fizeram parte de um grupo fascista que era obrigatório para todos os rapazes da Itália: o "Avanguardista". Ao se mudar para Roma em 1939, ele conseguiu um trabalho bem remunerado escrevendo artigos num semanário satírico muito popular na época – o Marc’Aurelio. Foi nesse período em que entrevistou o renomado ator Aldo Fabrizi, dando início a uma amizade que se estendeu para a colaboração profissional e um trabalho em rádio. Em uma época de alistamento compulsório desde 1939, Fellini sem dúvida conseguiu evitar ser convocado usando de artifícios e truques de grande perspicácia. O biógrafo Tulio Kezich comenta que, apesar da época feliz do Marc’Aurelio, a felicidade mascarava uma época imoral de apatia política. Muitos que viveram os últimos anos sob o regime de ditadura de Mussolini, vivenciaram entre uma esquizofrênica imposição à lealdade ao regime fascista e uma liberdade pura no humor.
Fellini conheceu sua esposa Giulietta Masina em 1942, casando-se no ano seguinte em 30 de outubro. Assim começa uma grande parceria criativa no mundo do cinema. Em 22 de março de 1945, Giulietta caiu da escada e teve complicações em sua gravidez, resultando em um parto prematuro e complicado de um menino que ganhou o nome de Pierfederico ou Federichino (Federiquinho), mas que faleceu com um mês e dois dias de vida. Tragédias familiares os afetaram profundamente, como é percebido na concepção de "A Estrada da Vida" de 1954.

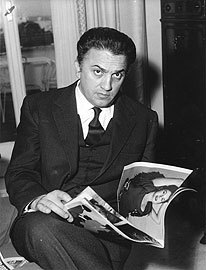
Federico Fellini nos anos 1950

O italiano foi também um cartunista talentoso. Produziu desenhos satíricos a lápis, aquarela, canetas hidrocor que percorreram a América do Norte e Europa, e hoje são de grande valia a colecionadores (muitos de seus rascunhos foram inspirados durante a produção dos filmes, estimulando ideias de decoração, vestimentas, projeto do set de filmagens, etc.). Com a queda do fascismo em 25 de julho de 1943 e a libertação de Roma pelas tropas aliadas em 4 de junho de 1944, num verão eufórico, Fellini e seu amigo De Seta inauguraram o Shopping das Caretas, desenhando caricaturas dos soldados aliados por dinheiro. Foi quando Roberto Rossellini tomou conhecimento do projeto intitulado "Roma, Cidade Aberta" (1945) de Fellini e foi ao seu encontro. Ele queria ser apresentado a Aldo Fabrizi e colaborar com o script juntamente com Suso Cecchi D'Amato, Piero Tellini e Alberto Lattuada. Fellini aceitou. Em 1948, Fellini atuou no filme de Roberto Rossellini "Il Miracolo", com Anna Magnani. Para atuar no papel de um vigarista que é confundido com um santo. Fellini teve seu cabelo tingido de loiro.
Fellini também escreveu textos para shows de rádio e textos para filmes (mais notavelmente para Rossellini, Pietro Germi, Eduardo De Filippo e Mario Monicelli) também escreveu inúmeras anedotas muitas vezes sem crédito, para conhecidos comediantes como Aldo Fabrizi. Dois roteiros nunca filmados de Fellini se tornaram histórias em quadrinhos ilustradas por Milo Manara: Viaggio a Tulum e Il viaggio di G. Mastorna detto Fernet.
Nos anos de 1991 e 1992 trabalhou junto com o diretor canadense Damian Pettigrew para ter o que ficou conhecida como "a mais longa e detalhada conversa jamais vista sobre filmes", que depois serviu de base para um documentário e um livro lançados anos mais tarde: "Fellini: Eu sou um grande Mentiroso". Tullio Kezich, crítico de filme e biógrafo de Fellini descreveu esses trabalhos como sendo "O Testamento Espiritual do Maestro".
Em 1993, recebeu um Oscar Honorário em reconhecimento de suas obras que chocaram e divertiram audiências mundo afora. No mesmo ano ele morreu de ataque cardíaco em Roma, aos 73 anos (um dia depois de completar cinquenta anos de casado). Sua esposa, Giulietta, morreu seis meses depois de câncer de pulmão em 23 de março de 1994. Giulietta, Fellini e Pierfederico estão enterrados no mesmo túmulo de bronze esculpido por Arnaldo Pomodoro. Em formato de barco, o túmulo está localizado na entrada do cemitério de Rimini – sua cidade natal.
O aeroporto da cidade de Rimini também recebeu seu nome. O escritor brasileiro Jorge Amado e o belga Georges Simenon eram seus amigos e admiradores.

## Carreira cinematográfica

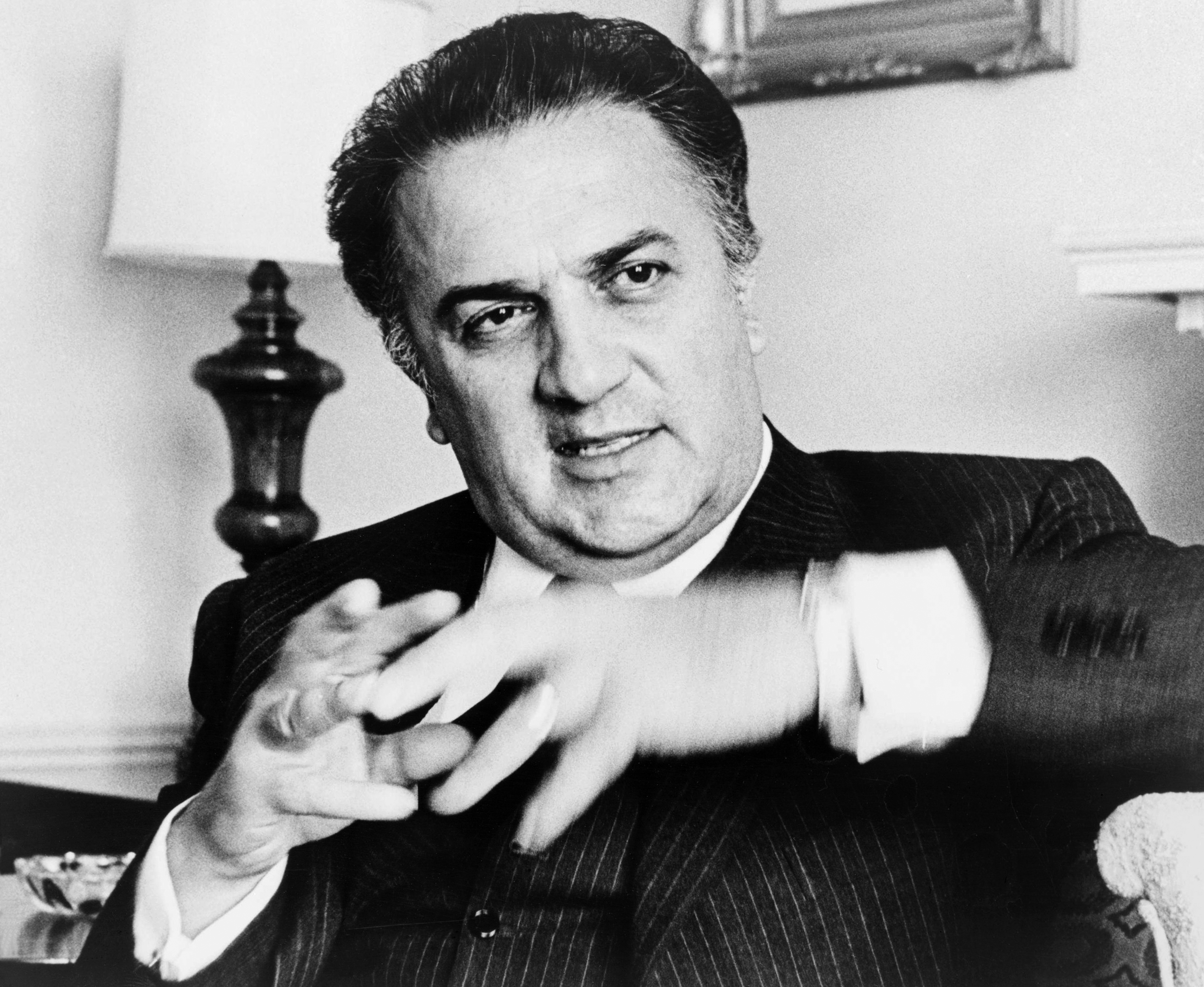
Fellini em 1965

"Mulheres e Luzes" ("Luci del varietà"), de 1950, estrelado por Peppino De Filippo, é o primeiro filme de Fellini co-dirigido pelo experiente diretor Alberto Lattuada. Uma comédia charmosa sobre uma turma de saltimbancos itinerantes. O filme foi um estimulante para Fellini, na época com trinta anos, mas sua fraca distribuição e críticas fracas tornaram do filme um motivo de preocupação e um desastre que levou a produtora à falência, deixando Fellini e Lattuada com dívidas que se estenderam por uma década.
O primeiro filme que Fellini dirigiu sozinho foi "Abismo de um sonho" ("Lo sceicco bianco", 1952). Estrelado por Alberto Sordi. O filme é uma releitura de uma fotonovela - comuns na Itália daquela época - de Michelangelo Antonioni feita em 1949. O produtor Carlo Parlo Ponti pagou a Fellini e Tullio Pinelli para desenvolver a trama, mas achou o material muito complexo. Assim, o filme foi passado para Alberto Lattuada, que também recusou. Fellini então resolveu pegar o desafio e dirigiu o filme sozinho.
Ennio Flaiano (que também co-escreveu "Mulheres e Luzes") trabalhava um novo texto com Fellini e Pinelli. Juntos moldaram um conto de um casal recém-casado cujas aparências de respeito são devastadas por fantasias da esposa inexperiente (papel muito bem retratado por Brunella Bovo). Pela primeira vez, Fellini e o compositor Nino Rota trabalharam juntos em uma produção de um filme. Eles se encontraram em Roma no ano de 1945 e a parceria durou com sucesso até a morte de Rota durante o making of do filme "Cidade das Mulheres" em 1980. Essa relação artística foi memoravelmente descrita como mágica, empática e irracional.
Em 1961, Fellini descobriu através de um psicanalista os livros de Carl Jung. As teorias de Jung de anima e animus, o papel dos arquétipos e do coletivo inconsciente foram vigorosamente explorados no filme "8½", "Julieta dos Espíritos", "Satyricon", "Casanova" e "Cidade das Mulheres".
O reconhecido e aclamado Fellini ganhou quatro Óscares na categoria de melhor filme estrangeiro (vide filmografia), uma Palma de Ouro no Festival de Cannes com o filme "A Doce Vida", considerado um dos filmes mais importantes do cinema e dos anos 1960. Foi neste filme que surgiu o termo "Paparazzo", que era um fotógrafo amigo de Marcello Rubini, interpretado por Marcello Mastroianni.
Os filmes de Fellini renderam muitos prêmios, dentre eles: quatro Oscars, dois Leões de Prata, uma Palma de Ouro, o prêmio do Festival Internacional de Filmes de Moscou e, em 1990, o prestigiado Prêmio Imperial concedido pela Associação de Arte do Japão, que é considerado como um Prêmio Nobel. Este, cobre cinco disciplinas: pintura, escultura, arquitetura, música e teatro/filme. Com este prêmio, Fellini juntou-se a nomes como Akira Kurosawa, David Hockney, Balthus, Pina Bausch, e Maurice Béjart.

## Legado

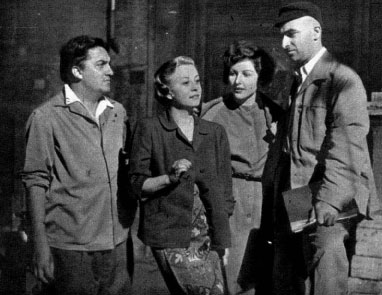
Federico Fellini, Giulietta Masina, Carla del Poggio e Alberto Lattuada em 1952

Com uma combinação única de memória, sonhos, fantasia e desejo, os filmes de Fellini têm uma profunda visão pessoal da sociedade, não raramente colocando as pessoas em situações bizarras. Existe um termo "Felliniesco" que é empregado para descrever qualquer cena que tenha imagens alucinógenas que invadam uma situação comum.
Grandes cineastas contemporâneos como Woody Allen, David Lynch, Girish Kasaravalli, David Cronenberg, Stanley Kubrick, Martin Scorsese, Tim Burton, Pedro Almodóvar, Terry Gilliam e Emir Kusturica já disseram ter grandes influências de Fellini em seus trabalhos. Woody Allen, em particular, já usou o imaginário e temas de Fellini em vários de seus filmes: "Memórias" evoca "8½", e "A Era do Rádio" é remanescente de "Amarcord", enquanto "Broadway Danny Rose" e "A Rosa Púrpura do Cairo" inspirados em "Mulheres e Luzes" e "Abismo de um Sonho" respectivamente.
O cineasta polonês Wojciech Has, autor dos filmes "O manuscrito encontrado em Saragoça" (1965) e "Sanatorium Pod Klepsydrą" (The Hour-Glass Sanatorium – 1973), são notáveis exemplos de fantasia modernista e foi comparado à Fellini pela "Luxúria pura de suas imagens".
O cantor escocês de rock progressivo Fish lançou em 2001 um álbum de nome Fellini Days, com letras e músicas totalmente inspiradas nos filmes de Fellini.
O trabalho de Fellini inspirou fortemente musicalmente e visualmente a banda "B-52’s". Eles citaram que o estilo de cabelos bufantes e de roupas futuristas e retrô vem de filmes como "8½", por exemplo. A inspiração em Fellini vem também no último álbum da banda, intitulado "Funplex", (2008) com uma música que leva o nome de um de seus filmes "Juliet of the Spirits", ou, "Julieta dos Espíritos" ("Giulietta Degli Spiriti, 1965)".

## Filmografia
Como cineasta:
| Ano | Título original                                       | Título no Brasil                            | Título em Portugal             |
| --- | ----------------------------------------------------- | ------------------------------------------- | ------------------------------ |
| 1950 | Luci del varietà*                                     | Mulheres e Luzes                            | idem                           |
| 1952 | Lo sceicco bianco                                     | Abismo de um sonho                          | O Sheik Branco                 |
| 1953 | I vitelloni                                           | Os boas-vidas                               | Os Inúteis                     |
| 1953 | L'amore in città**                                    | Amores na Cidade                            | Retalhos da vida               |
| 1954 | La strada                                             | A estrada da vida                           | A estrada                      |
| 1955 | Il bidone                                             | A trapaça                                   | O Conto do Vigário             |
| 1957 | Le notti di Cabiria                                   | Noites de Cabíria                           | As noites de Cabíria           |
| 1960 | La dolce vita                                         | A Doce Vida                                 | A Doce Vida                    |
| 1962 | Boccaccio '70***                                      | idem                                        | idem                           |
| 1963 | 8½                                                    | Oito e meio                                 | Fellini 8 ½                    |
| 1965 | Giulietta degli spiriti                               | Julieta dos espíritos                       | Julieta dos espíritos          |
| 1968 | Tre passi nel delirio**** (Histoires extraordinaires) | Histórias Extraordinárias                   | Histórias Extraordinárias      |
| 1969 | Satyricon                                             | Satyricon de Fellini ou Fellini – Satyricon | Fellini - Satyricon            |
| 1969 televisão | Block-notes di un regista                             | Anotações de um Diretor                     | Diário de um Realizador        |
| 1970 televisão | I clowns                                              | Os Palhaços                                 | Os Palhaços                    |
| 1972 | Roma                                                  | Roma de Fellini                             | Roma de Fellini                |
| 1973 | Amarcord                                              | idem                                        | idem                           |
| 1976 | Il Casanova di Federico Fellini                       | Casanova de Fellini                         | O Casanova de Federico Fellini |
| 1979 | Prova d'orchestra                                     | Ensaio de Orquestra                         | Ensaio de Orquestra            |
| 1980 | La città delle donne                                  | Cidade das Mulheres                         | A Cidade das Mulheres          |
| 1983 | E la nave va                                          | idem                                        | O navio                        |
| 1986 | Ginger e Fred                                         | idem                                        | idem                           |
| 1987 televisão | Intervista                                            | Entrevista                                  | Entrevista                     |
| 1990 | La voce della luna                                    | A Voz da Lua                                | A Voz da Lua                   |
| (*) co-creditado a Alberto Lattuada (**) segmento Agenzia matrimoniale (Agência matrimonial) (***) segmento Le tentazioni del dottor Antonio (br/pt:As tentações do doutor Antônio/António) (****) segmento Toby Dammit |                                                       |                                             |                                |

## Prêmios e nomeações

### Oscar
- 1993 – Oscar Honorário

Indicações
- Melhor Diretor
  - 1960 - A Doce Vida
  - 1963 – 8½
  - 1969 – Satyricon
  - 1974 – Amarcord
- Melhor Roteiro Original
  - 1946
    - Roma, Cidade Aberta
    - Paisá

  - 1953 - Os boas-vidas
  - 1954 - La Strada
  - 1960 - A Doce Vida
  - 1963 – 8½
  - 1974 – Amarcord
- Melhor Roteiro Adaptado
  - 1976 – Casanova

### Globo de Ouro
- Melhor Filme em Língua Estrangeira
  - 1963 – 8½

### Prêmio Bodil
- Melhor Filme Estrangeiro
  - 1954 - La Strada
  - 1963 – 8½
  - 1974 – Amarcord

### BAFTA
- Melhor Filme
  - 1960 - A Doce Vida

Indicações
- Melhor Filme Estrangeiro
  - 1986 - Ginger e Fred
- Melhor Direção de Arte
  - 1976 – Amarcord

### Prêmio César
Indicações
- 1987 – Intervista

### Prêmio David di Donatello
- Medalha Cidade de Rome e Prêmio René Clair
  - 1986 - Ginger e Fred
- Melhor Argumento e Prêmio Luchino Visconti
  - 1983 - E la nave va

### Festival de Cannes
- Palma de Ouro
  - 1960 - A Doce Vida
- Prémio de 40º Aniversário do Festival de Cannes
  - 1986 – Intervista
- Grande Prémio Técnico
  - 1972 – Roma de Fellini
- Prémio OCIC – Menção Especial
  - 1957 - Noites de Cabíria

### Festival de Veneza
- Leão de Prata
  - 1953 - Os boas-vidas
  - 1954 - La Strada
- Carreira Leão de Ouro (1985)

### Prêmios do Cinema Europeu
- Prêmio pelo Conjunto da Obra

### Festival Internacional de Moscou
- Prêmio Grand Prix
  - 1963 – 8½